# Hans Willem Bentinck (1er comte de Portland)
Pour les articles homonymes, voir Bentinck.
Hans Willem Bentinck, né en Hollande en 1648, mort en 1709, 1er comte de Portland, est un noble anglais.

## Biographie
Il est d'abord page de Guillaume II, puis stathouder de Hollande. Il achète le domaine de Catshuis à La Haye en 1675, et en fait sa résidence principale. Son fils en hérite. Bentinck devient l'ami dévoué de Guillaume III, l'accompagne dans son expédition en Angleterre et contribue à l'installer sur le trône. Devenu monarque, Guillaume le fait comte de Portland (1689), pair d'Angleterre, l'envoie en ambassade en France (1698), et l'emploie dans plusieurs négociations importantes. Bénéficiant de la faveur royale, il fut en concurrence avec le bel Arnold Joost van Keppel.